# Smlouva o dílo
Smlouva o dílo (SoD) je v českém právu smlouva, na jejímž základě vzniká závazkový poměr, jehož předmětem je zhotovení, údržba, oprava nebo úprava určité věci nebo činnost s jiným výsledkem. Smluvními stranami jsou v případě smlouvy o díle zhotovitel a objednatel. Zhotovitel se zavazuje na svůj náklad a nebezpečí pro objednatele provést dílo. Objednatel se zavazuje dílo převzít a zaplatit cenu.

## Povinnosti stran
- Povinnosti zhotovitele:
  - Zhotovitel provádí dané dílo na svůj náklad, je povinen obstarat si prostředky, které jsou potřebné k provedení díla (ve smlouvě si ale mohou stanovit, že některé prostředky k provedení díla obstará objednatel). Zhotovitel provádí dílo na své nebezpečí.
- Povinnosti objednatele:
  - Objednatel je povinen zaplatit cenu díla a dílo od zhotovitele převzít.

## Odměna za dílo
Občanský zákoník v § 2586 stanovuje, že odměnou za dílo je cena, kterou je objednatel kupujícímu povinen zaplatit. Podle druhého odstavce § 2589 je cena ujednána dostatečně, pokud je dohodnut alespoň způsob jejího určení, případně je-li určena alespoň odhadem. Pokud není ve smlouvě ujednáno jinak, cenu díla platí objednatel zhotoviteli až po skončení díla.

## Vlastnické právo k dílu
§ 2599 občanského zákoníku stanovuje, že vlastnictví k dílu nabývá objednatel, pokud se jedná o věc určenou jednotlivě a zároveň je dílo zhotovováno u objednatele, na jeho pozemku nebo na pozemku, který objednatel opatřil, nebo že je hodnota díla stejná nebo vyšší než hodnota objednatelovy zpracované věci. V případě, že je dílo zhotovováno na jiném než na výše uvedeném místě, pak nabývá vlastnické právo k předmětu díla zhotovitel.
Naopak ke věci určené podle druhu nabývá vlastnické právo zhotovitel. Pouze v případě, že zhotovitel zhotovil věc u objednatele, na jeho pozemku nebo na pozemku, který objednatel opatřil; tehdy nabývá vlastnické právo objednatel.

## Odpovědnost za vady díla
Podle § 2615 odstavce 1 má dílo vady, neodpovídá-li smlouvě. Pro práva z vadného plnění platí obdobně práva z vadného plnění u kupní smlouvy. Zhotovitel je odpovědný za vady, které má dílo v okamžiku jeho předání. Objednatel je povinen oznámit vady zhotoviteli bez zbytečného odkladu poté, co danou vadu zjistil, nebo při náležité pozornosti zjistit měl. Vady díla, které existovaly v okamžiku předání, musí objednatel zhotoviteli oznámit nejpozději do dvaceti čtyř měsíců od předání díla. Smluvně si zhotovitel s objednatelem mohou sjednat i záruku za jakost díla, na kterou se použijí přiměřeně ustanovení o záruce za jakost u kupní smlouvy.
Vykazuje-li zhotovené dílo malé vady, může objednatel požadovat slevu nebo odstranění vady. Malé vady jsou takové, které nebrání používat dílo za zamýšleným účelem.
Kdyby dílo nebylo dodané v ujednaném množství, ve sjednané jakosti či provedení, bez nutných dokladů, a nemohlo by tak sloužit účelu, ke kterému bylo zamýšleno, mohl by objednatel požadovat dodání nového díla bez vady (popřípadě dodání jen chybějící části), opravu, nebo slevu z ceny. V těchto případech by objednatel dokonce mohl jednostranně odstoupit od smlouvy, stejně jako v případě, kdy by ji zhotovitel podstatným způsobem porušil.

## Stavba jako předmět díla
Zvláštním druhem díla je zhotovení stavby. V občanském zákoníku je upraveno v § 2623 až 2630. V případě zhotovení stavby pro objednatele nese zhotovitel nebezpečí škody nebo zničení stavby až do jejího předání. Výjimkou jsou pouze případy, že by ke škodě došlo i jinak, zde si můžeme představit případy, kdy je stavba poničena například nepředvídatelnými přírodními událostmi, jako například povodeň. Objednateli náleží právo kontrolovat stavbu v průběhu jejího zhotovování.
Objednatel je povinen převzít stavbu i v případě, že má ojedinělé drobné vady, které samy o sobě ani ve spojení s jinými nebrání užívání stavby funkčně nebo esteticky, ani její užívání podstatným způsobem neomezují. V případě zhotovení stavby je stanovena i delší doba odpovědnosti zhotovitele za vady stavby, nežli u běžného zhotovení díla, a to na 5 let.